# Danielle Hepburn
Danielle Hepburn (ur. 28 sierpnia 1987 w USA) – amerykańska siatkarka, środkowa.

## Kluby
- 2005 – 2008:  Clemson University
- 2008 – 2011:  Terville Florange Olympic Club
- 2011 – 2012:  SSPS Piast Netto Szczecin
- 2012 – 2013:  KS Murowana Goślina

## Sukcesy
- 2011 – awans z zespołem Terville Florange Olympic Club do PRO A